# Lise-Meitner-Park
Der Lise-Meitner-Park, manchmal auch DESY-Wiesen genannt, ist eine Parkanlage im Hamburger Stadtteil Bahrenfeld.

## Geschichte
Aus dem von 1871 bis 1936 bestehenden Exerzierplatz entstand zunächst ein Flugplatz und mit dem Bau des Neuen Elbtunnels zwischen 1968 und 1974 der heutige Park als unbenanntes Landschaftsschutzgebiet. Aufgrund des in der Nähe des Parks gelegenen DESY beschloss man 1997, den Park nach der Kernphysikerin Lise Meitner zu benennen.
Seit einiger Zeit sind Teile des Lise-Meitner-Parks in die Planung einer „Science City“ in Bahrenfeld mit einbezogen. So soll dort eine unterirdische Experimentierhalle geschaffen werden, für deren Errichtung der Park zwei Jahre gesperrt werden soll.

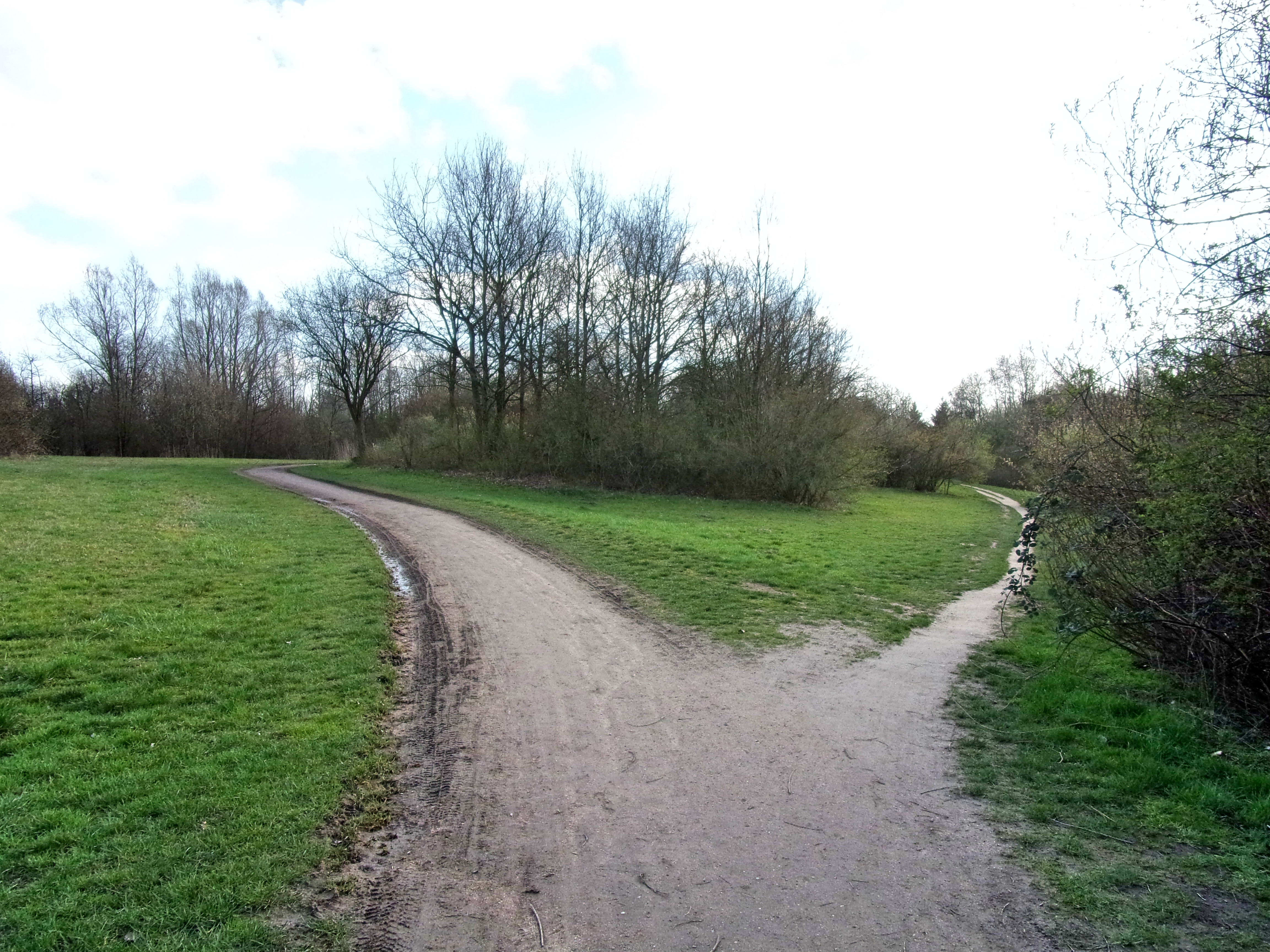
Ein weiteres Bild des Parks

## Lage
Der Park liegt im Westen von Hamburg-Bahrenfeld und ist hauptsächlich von Wohnbebauung sowie der Forschungseinrichtung DESY umgeben. Mit einer Fläche von über 14 ha gehört dieser Park zu den größeren Hamburgs.

## Verkehrsanbindung
In der Nähe befindet sich die Bundesstraße 431. Anschluss an den ÖPNV gibt es mit den Bushaltestellen Geranienweg, Flurkamp und Windmühlenweg. Die nächsten Bahnstationen sind mehr als zwei Kilometer entfernt, allerdings sind mit der geplanten S-Bahnlinie S6 zwei Bahnhöfe in der Nähe des Parks vorgesehen.